# 叶文工
叶文工(英語：William W-G. Yeh) 是一位美国华人土木工程师。加州大学洛杉矶分校土木工程系教授。

## 生平
1961年毕业于国立成功大学，1964年毕业于新墨西哥州立大学，1967年毕业于斯坦福大学。毕业后进入加州大学洛杉矶分校相继担任助理研究工程师，助理教授，副教授，正教授。1996年被评为杰出教授。被选为美国地球物理联盟会士，美国土木工程学会会士，美国国家工程院院士，美国科学促进会会士。截至2016年8月5日，他的原创文章已经被引用超过一万次。